# Jean-Baptiste Marie Meusnier
Pour les articles homonymes, voir Meusnier et de La Place.

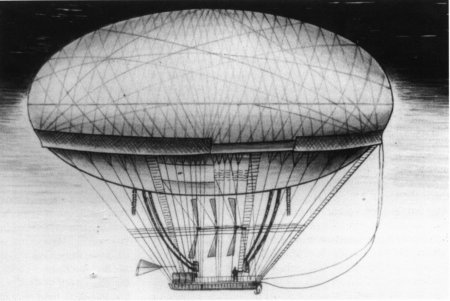
Projet d’aérostat conçu par Meusnier de La Place en 1784.

Jean-Baptiste Marie Charles Meusnier, né le 19 juin 1754 à Tours et mort le 13 juin 1793 au pont de Cassel (tête de pont de Mayence), est un militaire, géomètre et ingénieur français.

## Biographie
Jean-Baptiste Marie Meusnier est le fils de Jean Baptiste Meusnier (1698-1776) et d'Anne Le Normand de La Place.
En 1791, il est chargé avec Gaspard Monge de la détermination des bases qui doivent servir de repères à la mesure d'un arc de méridien terrestre.
Pendant la Révolution, il organise la défense côtière en 1791. De retour à Paris, il participe à la fabrication des assignats et fait un court passage à l’armée du Midi. Il rend d'importants services au bureau du ministère de la Guerre.
En 1792, il devient membre de la Société patriotique du Luxembourg, créée par Jean-Nicolas Pache, avec Gaspard Monge, Jean Henri Hassenfratz et Alexandre-Théophile Vandermonde.
En 1793, il combat dans l’armée du Rhin, où il meurt de ses blessures au cours du siège de Mayence. Quelque temps auparavant, il avait été nommé général de division, mais il ne le sut jamais.

## Apports scientifiques
On lui doit le théorème de Meusnier, ou de Meunier, tiré de l'étude géométrique de la courbure des surfaces qu'il fit lors de son passage à l'École royale du Génie. Au cours de ces travaux, il découvrit également l'hélicoïde, une surface minimale réglée.
Il collabore avec Antoine Lavoisier à des études sur la décomposition de l'eau et sur la fabrication de l'hydrogène. Il est présenté parfois comme l'inventeur du dirigeable du fait d'un projet, avorté par manque de moyens, qu'il proposa à l'Académie des sciences. Ce projet concernait un ballon elliptique d'environ 80 mètres et d'une capacité de 1 700 mètres cubes, dont la nacelle était conçue pour flotter sur l'eau. Le ballon devait être mû par trois propulseurs exigeant la force de 80 hommes.

## États de service
- Élève de Gaspard Monge à l'École royale du génie de Mézières.
- 1776 : engagement dans le corps du génie
- 1778-1789 : travail avec Caffarelli sur le fort et la rade de Cherbourg
- Lieutenant-colonel dans le corps du génie qu'il contribue a réorganiser à la suite de la Révolution

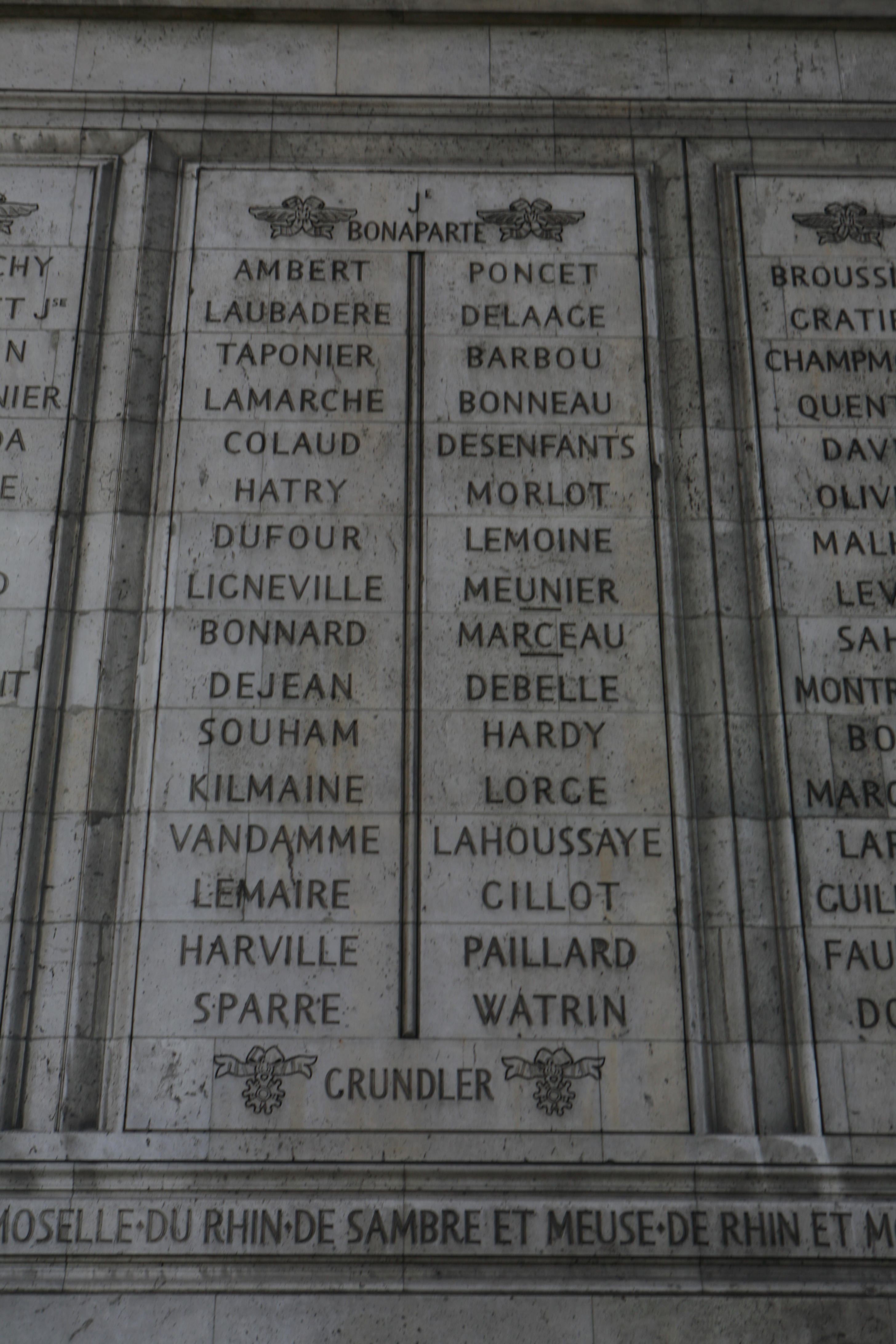
Noms gravés sous l'arc de triomphe de l'Étoile : pilier Nord, 5e et 6e colonnes.

- 5 février 1792 : colonel du  14e Régiment d'Infanterie de Ligne
- 1er septembre 1792 : maréchal de camp
- 5 mai 1793 : général de division

## Honneurs et distinctions
- Il est nommé correspondant de Vandermonde à l'Académie des sciences en 1776, puis adjoint géomètre en 1784 et associé de la classe de géométrie en 1785.
- Le roi de Prusse aurait demandé un cessez-le-feu le temps que les Français inhument leur général-savant.
- Une caserne de Tours, implantée dans l'ancien château de Tours, porte son nom à partir de 1887, jusqu'à sa désaffectation à la fin du XXe siècle. Une partie des dépendances reste cependant occupée par la Police municipale de Tours sous le nom de « bâtiment Meusnier »[3].
- une statue en son hommage est érigée dans le Jardin des Prébendes d'Oé. Elle est due au ciseau d'Henri Frédéric Varenne.

## Publications
- Extrait d'un mémoire où l'on prouve, par la décomposition de l'eau, que ce fluide n'est point une substance simple, et qu'il y a plusieurs moyens d'obtenir en grand l'air inflammable qui y entre comme principe constituant, lu à la rentrée publique de l'Académie des sciences, le 21 avril 1784, par M. Meusnier, en commun avec M. Lavoisier (s.d.)
- Mémoire sur l'équilibre des machines aérostatiques, sur les différents moyens de les faire monter et descendre, et spécialement sur celui d'exécuter ces manœuvres, sans jeter de lest, et sans perdre d'air inflammable, en ménageant dans le ballon une capacité particulière, destinée à renfermer de l'air atmosphérique, présenté à l'Académie, le 3 décembre 1783, avec une addition contenant une application de cette théorie au cas particulier du ballon que MM. Robert construisent à St-Cloud et dans lequel ce moyen doit être employé pour la première fois (Extrait du Journal de physique, juillet 1784)
- Rapport fait à l'Académie des sciences, le 7 septembre 1790, des moyens hydrauliques présentés par M. Detrouville, publié par les commissaires de l'Académie (avec Nicolas de Condorcet, Gaspard Monge et Alexandre-Théophile Vandermonde, 1780)
- Mémoires et travaux de Meusnier relatifs à l'aérostation, Gauthier-Villars, Paris, 1910.